# Arnold Gaedeke

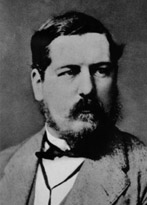
Arnold Heinrich Gaedeke

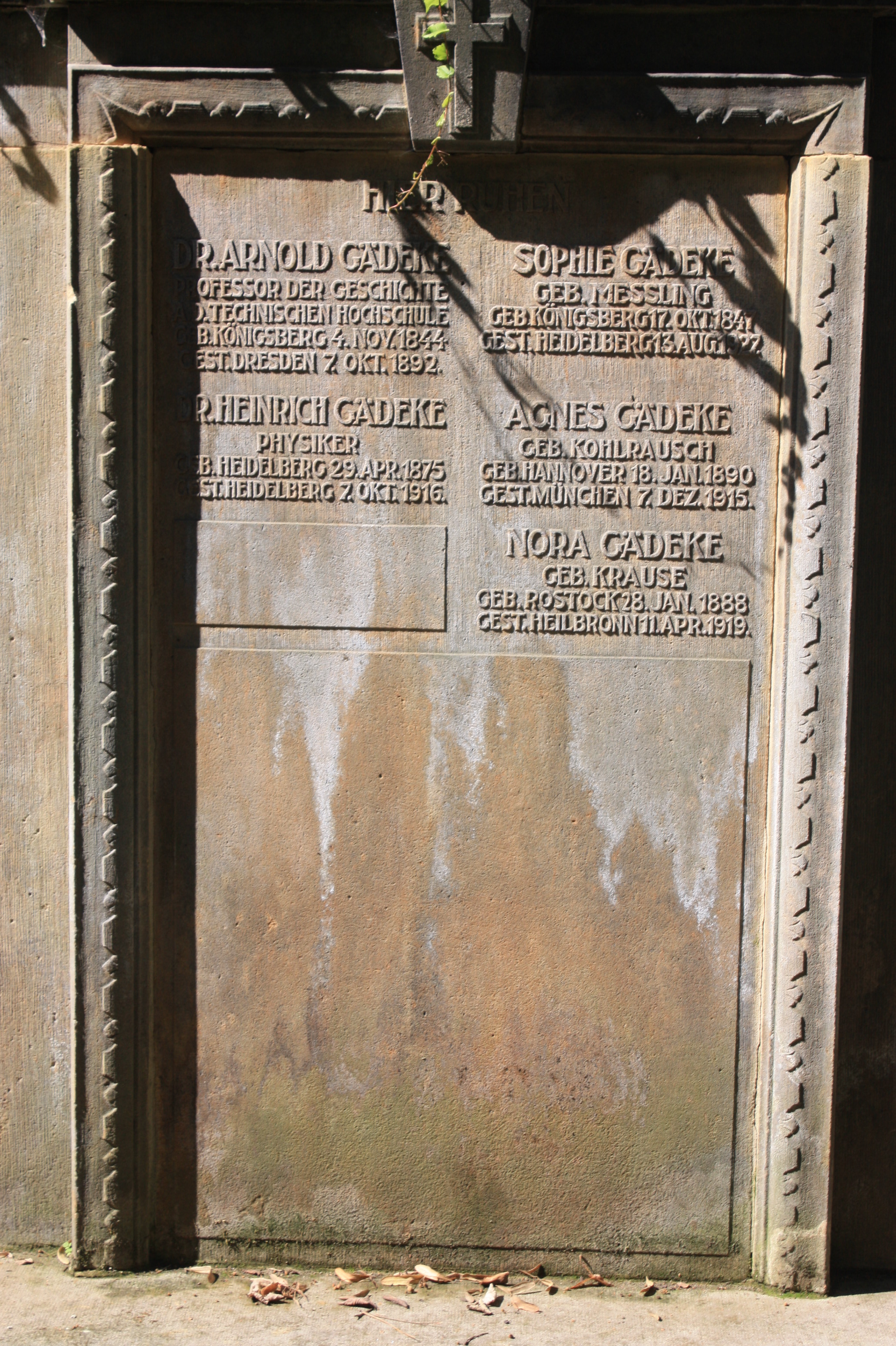
Grab Arnold Gaedeke, Johannisfriedhof, Dresden

Arnold Heinrich Gaedeke (*  4. November 1844 in Königsberg; † 7. Oktober 1892 in Dresden) war ein deutscher Historiker.

## Leben
Gaedeke war ein Sohn von Friedrich Heinrich Gaedeke (1811–1895) und Bruder von Konrad Gaedeke. Er studierte ab 1864 Geschichte und Kunstgeschichte in Königsberg, Berlin, Heidelberg und Göttingen und promovierte 1867 an der Universität Heidelberg. Nach seiner Habilitation im Jahr 1870 lehrte Gaedeke als Privatdozent der Geschichte. Er nahm am französischen Krieg im rheinischen Ulanenregiment Nr. 7 teil.
Im Jahr 1874 wurde er außerordentlicher Professor für Geschichte in Heidelberg und nahm einen Ruf des Polytechnikums Dresden an, wo er von 1882 bis 1892 als ordentlicher Professor für Geschichte lehrte. Gaedeke starb 1892 in Dresden und wurde auf dem Johannisfriedhof beigesetzt.

## Veröffentlichungen
- Die Politik Österreichs am spanischen Hofe, hauptsächlich in den Jahren 1697 und 98. Darmstadt 1870
- Das Tagebuch des Grafen Ferdinand Bonaventura von Harrach während seines Aufenthaltes am spanischen Hofe 1697 und 1698
- Wallensteins Verhandlungen Mit Den Schweden Und Sachsen, 1631–1634. Frankfurt am Main 1885. Digitalisat
- Gneisenau. Zur hundertsten Wiederkehr seines Todestages am 24. August 1931
- Kaiser Friedrich III. als Soldat. Zur 100. Wiederkehr seines Geburtstages am 18. Oktober 1931.
- Die neuere Literatur über Maria Stuart. In: Historische Zeitschrift, 50, 1883, S. 84
- Aus den Papieren des kursächsischen Generallieutenants Hans Georg von Arnim. In: NASGA, 7, 1886, S. 278–296
- Zur Politik Wallensteins und Kursachsen in den Jahren 1630–1634. In: NASGA, 10, 1889
- Die Eroberung Nordböhmens und die Besetzung Prags durch die Sachsen im Jahre 1631. In: ASG, 9, 1888, S. 232–270
- Die Ergebnisse der neueren Wallensteinforschung. In: Historische Zeitschrift, 8, 1889, S. 1–120